# ويليام جنكينز (فلاح)
ويليام جنكينز (بالإنجليزية: William Jenkins)‏ هو فلاح نيوزيلندي، ولد في 13 سبتمبر 1813، وتوفي في 26 سبتمبر 1902.